# Renjiayu
Renjiayu est un quatrtier de la ville de Hedi dans la préfecture de Yangquan 
dans la province de Shanxi en Chine. La prison # 2 de Yangquan se trouve à Renjiayu. Renjiayu se trouve 871 m su le niveau de la mer.

## Sources
et Laogai Hanbook 2003-2004